# Jules Rimet

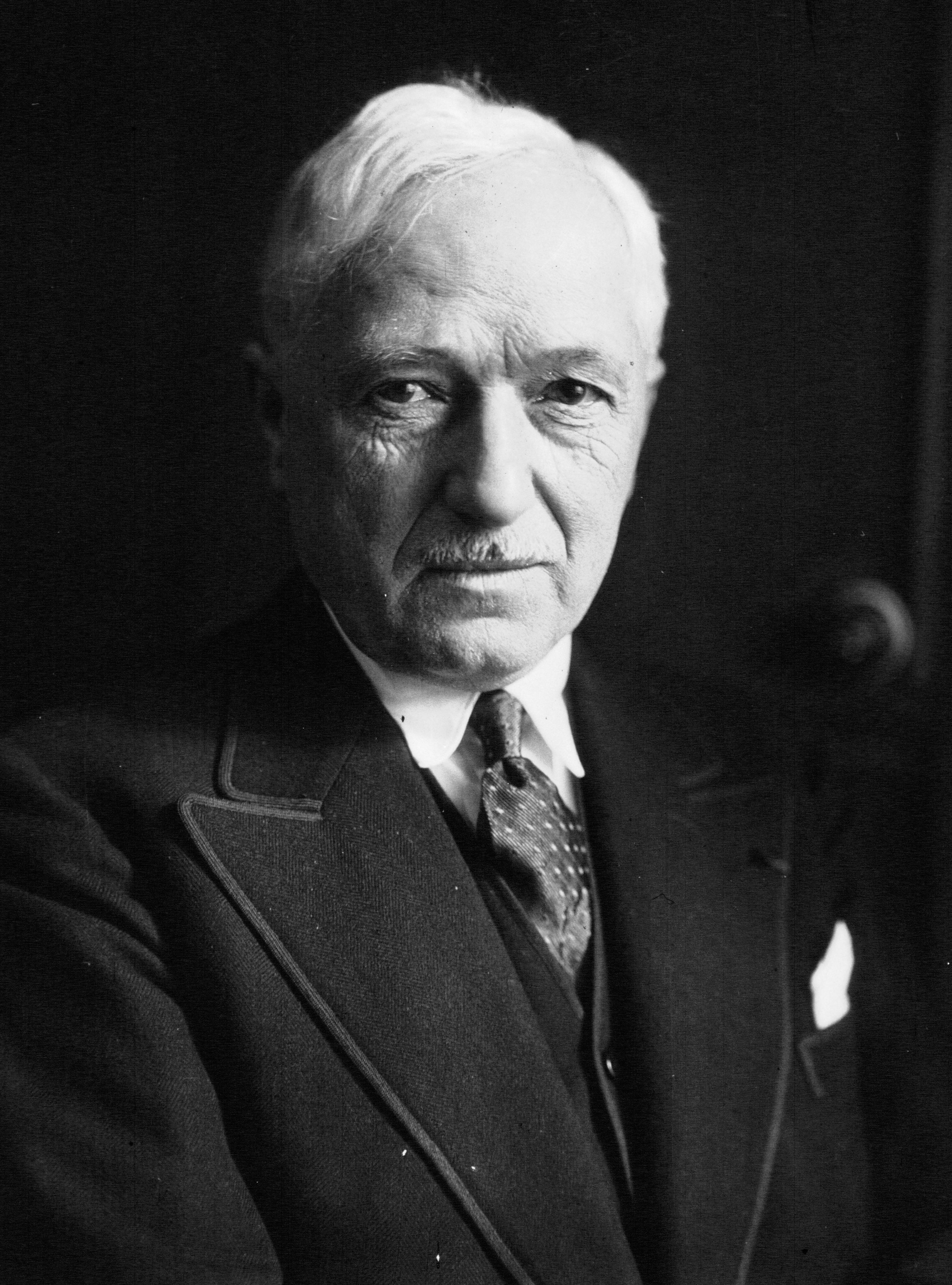
Jules Rimet (1933)

Jules Rimet (n. 14 octombrie 1873, Theuley⁠(d), Franche-Comté⁠(d), Franța – d. 16 octombrie 1956, Suresnes, Seine, Franța) a fost președintele Federației Franceze de Fotbal din 1919 până în 1946 și al FIFA între 1921 și 1954. De numele lui se leagă Cupa Mondială Jules Rimet, care este acordată la fiecare patru ani echipei câștigătoare a Campionatului Mondial de Fotbal.